# نبرد تیگراناکرت
نبرد تیگراناکرت نبردی بود که در اواخر ۶۹ (پیش از میلاد) و اوایل ۶۸ پیش از میلاد بین تیگران بزرگ پادشاه ارمنستان از دودمان آرتاشسی و لوکولوس کنسول روم در نزدیکی شهر تیگراناکرت به وقوع پیوست.

## پیش زمینه

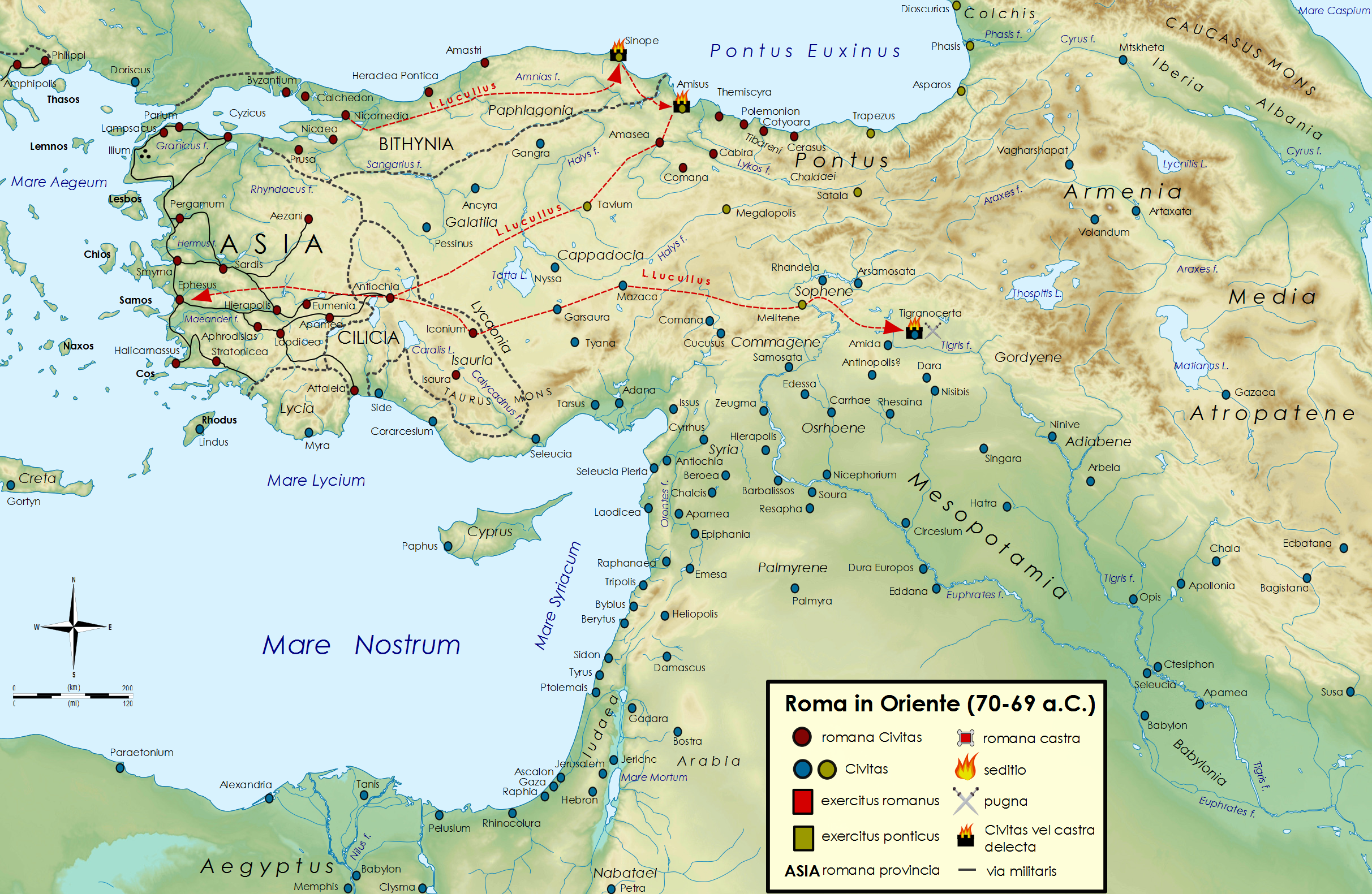
جمهوری روم در خاور نزدیک در سالهای ۷۰–۶۹ قبل از میلاد در طول جنگ سوم مهردادی

تیگران دوم در مناقشه بزرگ بین جمهوری روم و مهرداد ششم، که به‌طور مستقیم ربطی هم به او نداشت تا به آن زمان بی‌طرف مانده بود. وقتی مهرداد به ارمنستان پناهنده شد تیگران مشغول تصرف فلسطین بود. لوکولوس که دلش می‌خواست به هر قیمتی شده بر مهرداد دست بیابد تا وی را به عنوان یکی از مظاهر پیروزی خود عرضه کند؛ سفیر خود به نام «آپیوس کلودیوس» را به نزد تیگران فرستاد و از او خواست تا مهرداد را به وی تسلیم کند. تیگران سفیران رومی را در شهر ثروتمند انطاکیه پایتخت امپراتوری سابق سلوکیان به حضور پذیرفت، تیگران حاضر نشد اصول و مقررات مهمان نوازی را زیر پا بگذارد و به سفیران رومی پاسخ داد که برایش مقدور نیست مهرداد را به آنان تسلیم کند. در عین حال علاقه‌مند است با دولت رم در صلح بسر ببرد و منافع رم با منافع ارمنستان بزرگ هیچگونه تعارضی ندارد، زیرا او هیچگونه نظر طمعی نه به آسیای کوچک دارد و نه به کشور پنتوس. دیگر از آن لحظه به بعد، جنگ بین ارمنستان و روم گریزناپذیر می‌نمود و شاید هم یکی از مقدرات تاریخ بود.
جنگ با ارمنستان که سنای روم به انگیزه آداب و سنن و نظرات آینده‌نگری خود در برافروختن آن تردید نشان می‌داد لوکولوس بشخصه در محل تصمیم به شروع آن گرفت، و با این عمل خود یکی از قوانین اساسی رم که تنها به سنای روم اختیار اخذ تصمیم در امور مهم سیاست خارجی و مسایل جنگی و سوق‌الجیشی را داده بود نقص کرد.

## نخستین نبرد لوکولوس با ارمنستان سال ۶۹ (پیش از میلاد)

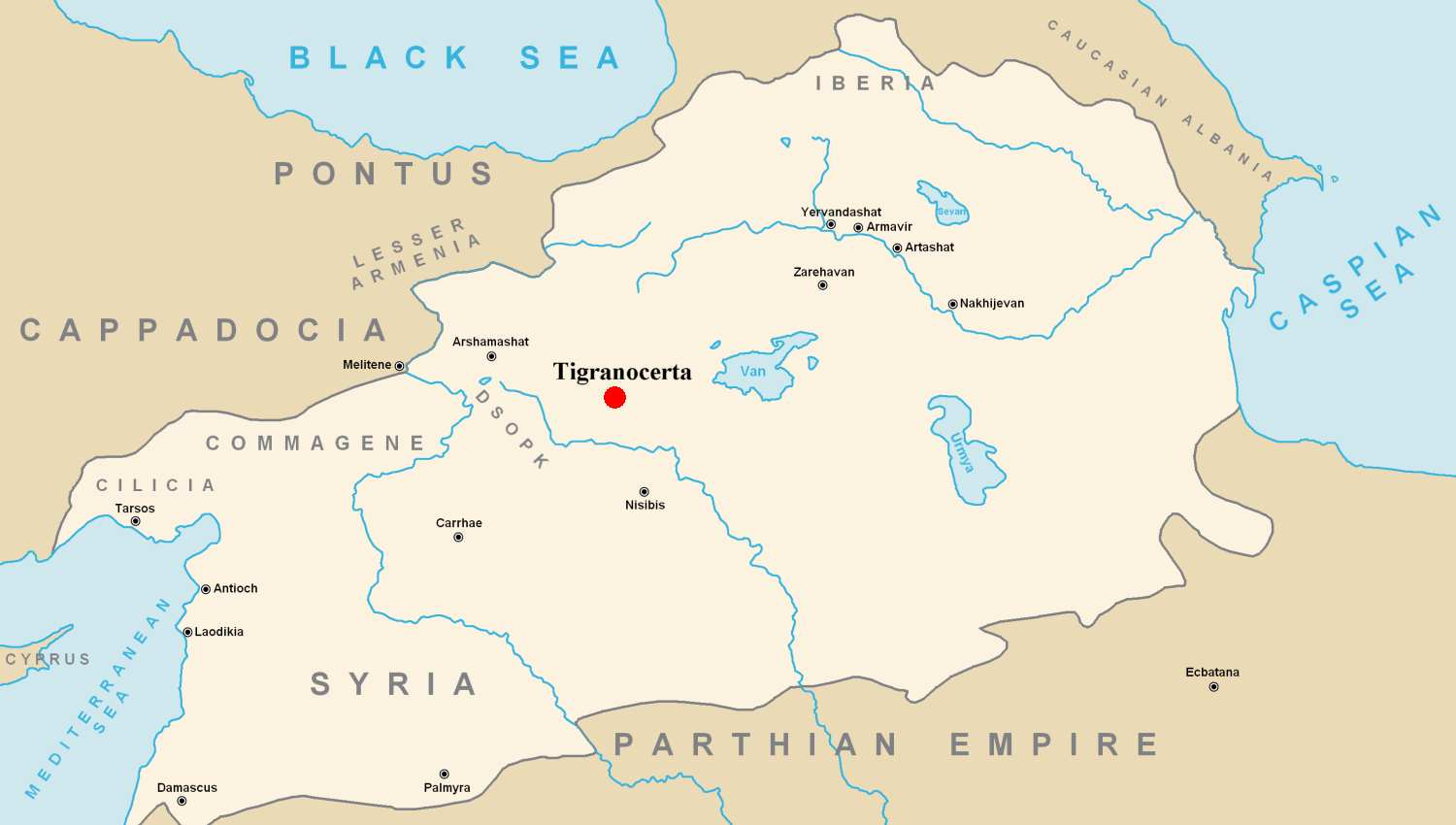
موقعیت شهر تیگراناکرت در زمان تیگران دوم

لوکولوس همینکه جواب تیگران را دریافت کرد از پیش خود شروع به تدارک مقدمات حمله به ارمنستان کرد، تدارکی که به همه فعالیت در تسریع آن در تمام زمستان ۶۹ بطول انجامید. لوکولوس در آسیای صغیر به همراه خود پنج لژیونر داشت که قاعده هر لژیون از ۶۰۰۰ نفر ترکیب می‌شود، لیکن تعداد نفرات آن بر اثر جنگ پونتوس تقلیل یافته بود، به اضافه سواره نظامی در حدود ۳۰۰۰ نفر (که بیشترشان از سواران تراکیه و گالاسی بودند) با چند دسته کمکی. یک لژیون را در پونتوس برای خاتمه دادن به کار تأمین نظم و آرامش باقی گذاشت و با بقیه، در بهار سال ۶۹ پیش از میلاد به طرف شهر «ملیتن» (ملاطیه) حرکت کرد.
رود فرات مرز ارمنستان بود، در پشت فرات رشته‌کوه توروس سد دشوارگذاری بود. لوکولوس از فرات عبور کرد و از کوه‌های توروس پیش از اینکه ارمنی‌ها در گردنه‌های آن موضع بگیرند گذشت، به منطقه «ارغانه» و سپس به دشت دجله (منطقه فعلی دیاربکر) رسید و شهر تیگراناکرت پایتخت تیگران را محاصره کرد. لوکولوس با حرکتی سریع در حدود روزانه بیست و پنج کیلومتر پیشروی کرد، و این سرعتی بود که با توجه به گسترش نقل و انتقالات در آن دوران ادامه غافلگیری را تضمین می‌کرد. تیگران ابتدا نیرویی به تعداد ۳۰۰۰ سوار به فرماندهی یکی از سرداران خود به نام «میتروبارزان» [mithrobarzane] برای مقابله با سپاهیان رومی فرستاد، لیکن لوکولوس که با پیشقراولانش پیشروی می‌کرد توانست از ضربه حریف جلوگیری کند و سواران میتروبارزان مغلوب سواران رومی به فرماندهی «سکستیلیوس» [Legatus Sextilius] شدند.
با شنیدن این خبر تیگران پایتخت خود تیگراناکرت را رها کرد و دفاع از آن را به سردارش «مانسه ئوس» [Mancaeus] سپرد تا خود از طریق دره فعلی «شوه-سو» [chuh-su] در ارمنستان به موش برود و در آنجا نیروهای کشورش را برای نجات پایتخت تجهیز کند. نیروهای عرب زبان را به کمک طلبید و آنان به فرماندهی نایب السلطنه ارمنستان در سوریه موسوم به «ماگاداتس» [magadates] به سمت ارمنستان براه افتادند. لیکن لوکولوس به وسیله معاون خود سکستیلیوس راه بر آن نیروی عربی که از سوریه می‌آمدند گرفت، و آنان در حوالی امیدا بی‌آنکه بتوانند به عمده قوای ارمنی تیگران ملحق شوند تار و مار شدند.
تیگران خزائنش را در پایتختش بجا گذاشته بود. لوکولوس شهر را محاصره کرد و محلات بیرون از محوطه اصلی شهر را به تصرف درآورد. کاخ سلطنتی در آن حومه ولی از ساکنان آن و از خزائن خالی شده بود. لوکولوس نتوانست قسمت اصلی پایتخت و قلعه آن را تسخیر کند زیرا با دیوارهای بلندی حمایت می‌شدند و مدافعان نیز شجاعانه مقاومت می‌کردند. لوکولوس فکر کرد که بهترین وسیله برای مغلوب کردن تیگران آن نیست که در فلات مرتفع ارمنستان برود بلکه در این است که به محاصره پایتخت ادامه بدهد. با این کار تیگران بی شک به مقابله اش می‌آمد تا مجبورش کند که از محاصره پایتخت دست بردارد، به این امید که شهر زیبایی را که خود بنا نهاده بود و آن همه به آن دلبستگی داشت نجات بدهد. این استدلال غلط از آب درآمد، تیگران که در دشت موش مستقر شده بود در آنجا نیروهای خودش را تجهیز می‌کرد و به سازمان دادن به لشکری مشغول بود که تصمیم داشت با آن رومیان را شکست بدهد و پایتخت را آزاد سازد. در عین حال تلاش هم کرد تا خزائنش را که در تیگراناکرت بجا گذاشته بود به جای امنی منتقل کند. این بود که ۶۰۰۰ سوار مأمور حمله به محاصره کنندگان پایتخت کرد. در گیرودار این برخورد قسمتی از سواره نظام ارمنی موفق شدند خود را به شهر برسانند، مردم و قسمتی از خزائن تیگران را به موش بازآوردند، ولی قسمت بزرگ سواران یا نابود شدند یا به اسارت رومیان درآمدند.
محاصره پایتخت ادامه پیدا کرد، پادگان ارمنی شهر با سرسختی از خود دفاع کرد. مدافعان سلاح تازه‌ای برای مقابله با ماشینهای محاصره و خراب کردن آن‌ها بکار گرفتند و آن نفت سوزان بود، و رومیان که با این ماده بهیچوجه آشنایی نداشتند برای مقابله با آن با مشکلات زیادی مواجه بودند.

## نبرد تیگراناکرت ۶ اکتبر ۶۹

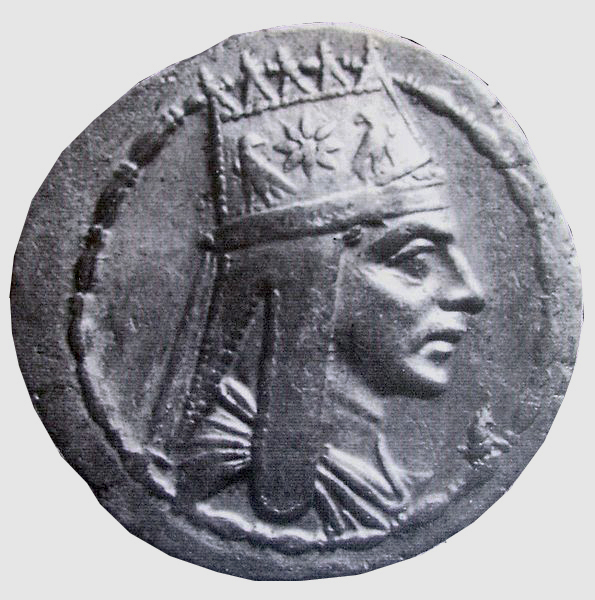
تیگران بزرگ

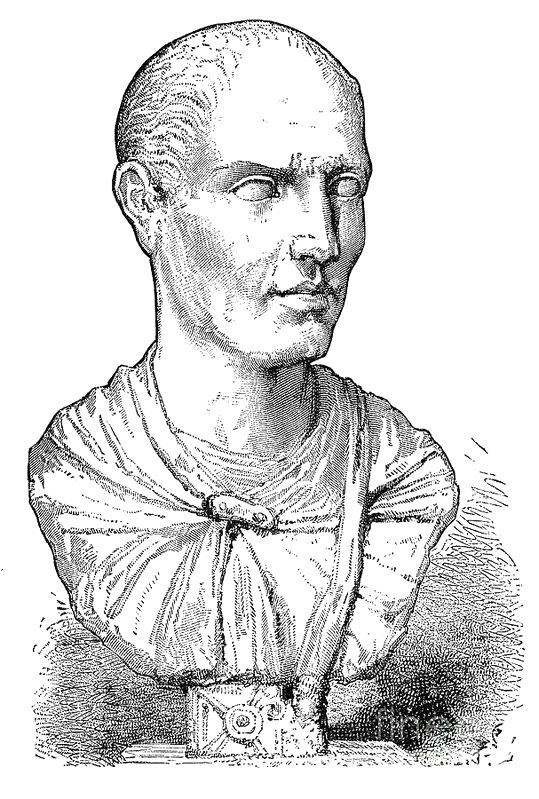
لوکولوس

تیگران لشکریان خود را در شهر موش گردآوری کرد. از موش به طرف تیگراناکرت به‌راه افتاد، از کوه‌های توروس گذشت و دویست کیلومتر فاصله بین آن دو شهر را در ده روز طی کرد. به نقل از تعدادی از نویسندگان تاریخ تعداد لشکریان تیگران را به ۴۰۰۰۰ نفر برآورد کرده‌است، و لشکریان رومی ۲۰۰۰۰ نفر بودند. وقتی سپاهیان ارمنی از سوی کوه‌های توروس درآمد چند تن از سرداران رومی به لوکولوس توصیه کردند که دست از محاصره تیگراناکرت بردارد و به مقابله با دشمن بشتابد. لوکولوس این پیشنهاد را رد کرد و ۶۰۰۰ نفر از سپاهیانش را به دیدبانی برای محاصره شهر باقی گذاشت. خود با بقیه سپاه (۱۰۰۰۰ نفر از لژیونهای پیاده و ۴۰۰۰ نفر سوار) روی به سوی لشکر ارمنیان آورد.
ارتش ارمنیان در آن سوی ساحل «باتمان سو» (رودخانه‌ای در ترکیه امروزی) اردو زده بود. مهرداد یکی از بهترین سرداران خود به نام «تاکسیلس» [taxiles] را برای تیگران فرستاده بود. تاکسیلس که به قدرت سازماندهی و انضباط رومیان در یک جنگ مرتب و حساب شده وارد بود به تیگران توصیه کرد که او وارد جنگ نشود بلکه سواره نظام سبک خود را برای بستوه آوردن رومیان و قطع ارتباط آذوقه و مهمات رسانی آنان بکار بگیرد و گرسنه‌شان کند. این شیوه بعدها تاکتیک کلاسیک و مؤثر سپاهیان اشکانی شده‌است.
ولی تیگران بی اعتنا بود، وقتی متوجه کمی عده سربازان رومی نسبت به سپاهیان خودش شد به انگیزه خودبینی این حرف از دهانش درآمد:
«اینها اگر به عنوان لشکر و برای جنگیدن آمده‌اند بسیار کم‌تعداد هستند، و اگر به عنوان سفیر و برای درخواست صلح آمده‌اند تعداد آنان زیاد است.»
چون زمین آن سوی رودخانه رو به روی اردوگاه تیگران خیلی شیب داشت لوکولوس با سپاهیانش در امتداد رودخانه پایین آمد تا درجایی قرار بگیرد که زمین آن مسطح تر باشد. تیگران وقتی این حرکت را دید فکر کرد که لوکولوس به سبب کمتر بودن عده نفراتش دارد عقب می‌نشیند، لذا روی به تاکسیلس کرد و به او گفت:
«ببین این هم رومیهای تو. تاکسیلس جواب داد: خدا می‌کرد که عقب می‌نشستند ولی اینها کلاه‌خود و زره و سپر دارند، و این می‌رساند که سر جنگ دارند.»
و در واقع همینکه لشکریان رومی در پایین‌تر به جای مناسبی رسیدند از رودخانه عبور کردند. لشکر ارمنیان روبروی رودخانه موضع گرفته بود. بر قلب سپاه، تیگران فرماندهی می‌کرد. جناح راست لشکر زیر فرمان پادشاه آتورپاتکان و جناح چپ زیر فرمان پادشاه آدیابن، که هر دو از دست نشاندگان تیگران بودند، قرار داشت؛ و بالاخره تیگران نیروی ضربتی خود یعنی همان سواره نظام زره پوش مشهور ارمنی را در انتهای جناح راست گذاشته بود. این کار اشتباه بسیار بزرگی بود، چون قراردادن این دسته کم‌تحرک در یکی از پهلوهای بیرونی به منزله مواجه نمودن آن با خطری بزرگ بود. لوکولوس آنان را از پهلو با سواره نظام مخصوص خود و از عقب با دو نیرو از لژیونهای پیاده اش مورد حمله قرار داد. آن سواره نظام زره پوش سنگین برای حمله خلق شده بود نه برای دفاع. به قصد اینکه باز بشود و فضایی برای تحرک پیدا کند به تنها سمتی که از دشمن آزاد بود یعنی به سمت چپ که سپاهیان تیگران بودند به تکان و حرکت درآمد و با همین حرکتش در سپاه تیگران ایجاد بی نظمی و بهم خوردگی کرد، همین نبردی بود که با شکستی فاجعه بار برای تیگران به پایان رسید.نتیجه این نبرد آن شد که در مدتی کوتاه پس از آن شهر تیگراناکرت سقوط کرد.

## دومین نبرد لوکولوس با ارمنستان در سال ۶۸ پیش از میلاد
محتمل است که در آن هنگام هنوز تیگران می‌توانست با تسلیم مهرداد به سردار رومی و با چشم پوشی از همه متصرفاتش در جنوب رشته کوه توروس صلح را بدست بیاورد، ولی ترجیح داد به نبرد ادامه دهد. زمستان ۶۸–۶۹ را به تدارک وسایل لازم برای ادامه جنگ در همه زمینه‌ها گذرانید، و چون مهرداد در این راه بسیار به او کمک کرد در همه زمینه‌ها نتایج قابل ملاحظه‌ای بدست آورد. در زمینه سیاسی کوشید تا اشکانیان را با خود همراه سازد و اگر موفق به جلب فعال آنان نشد لااقل توانست از بی‌طرفی آنان اطمینان حاصل کند؛ و همین خود کامیابی بسیار بزرگ و مهمی بود چون ارمنستان مجبور نخواهد بود در دو جبهه بجنگد.
دسته‌های متعددی سرباز گرفتند و به آنان تعلیمات و سازمان دادند، بطوری‌که ارتش ارمنستان به استثنای عده‌ای از سربازان موظف قفقازی (تیراندازان ایبری) تبدیل به یک ارتش ملی شده بود. همچنین شروع به ساختن انواع و اقسام مصالح لازم برای جنگ (اسلحه و مهمات) کردند. مقادیر زیادی هم آذوقه و خواربار گرد آوردند و آن‌ها را در بعضی نقاط سوق‌الجیشی انبار کردند، تا در طول جنگ مجبور به حمل و نقل‌های مفصل که در سرزمینی کوهستانی مانند ارمنستان همواره به کندی و به زحمت صورت می‌گرفت، نشوند. بدین گونه ارمنیان موفق شدند لشکری به تعداد ۵۰۰۰۰ نفر جمع کنند که بر این عده باید ۲۰۰۰۰ نفر سوار نظام نیز افزود.
اکهارت می‌نویسد:
«نبرد سال ۶۹ در زیر لوای غافلگیری انجام یافته بود و نبرد سال ۶۸ در زیر لوای سازماندهی صورت گرفت.»
لوکولوس زمستان را با ارتش خود در کوه توروس و در حوالی شهر تیگراناکرت گذرانید، نقشه او این بود که در سال ۶۸ کار ارمنستان را یکسره کند، بدین ترتیب که در بهار از کوه توروس بگذرد به دشت موش برود و در آنجا با تیگران بجنگد. از تیگراناکرت به دشت موش دو راه وجود داشت، راه اول از ساسون می‌رفت و راه دوم از شهرهای فعلی سیرت (سعرد) و استان بتلیس، لوکولوس تصمیم گرفت که راه اول را در پیش بگیرد به دو دلیل:یک:کوتاهتر بود دوم:کمتر از قسمت‌های بلند کوهستانی می‌گذشت، و بالاخره در منطقه ساسون راه به دو یا سه شاخه یا کوره راه دیگر تقسیم می‌شد و حال آنکه اگر راه دوم را انتخاب می‌کرد برای ارمنی‌ها بسیار آسان‌تر می‌شد که یگانه راه بتلیس را ببندند و آن را تبدیل به نوعی تنگه ترموپیل (اشاره به نبردی است که یونانیان در آنجا راه بر سپاهیان خشایارشا گرفتند و آنان را شکست دادند) بکنند.
در اواخر ماه فوریه سال ۶۸ پیش از میلاد لوکولوس با ارتش خود براه افتاد و پس از طی ۱۷۵ کیلومتر در ده روز راه‌پیمایی که سه روز آن در کوهستانهای بلند بود به حوالی موش رسید. در آغاز ماه اوت در دشت موش از نخستین اشتباهی که کرده بود درآمد. در منطقه دجله که تازه از آنجاها آمده بود گندم رسیده بود، و حال آنکه در اینجا به علت سرما و کوهستانی بودن منطقه که فصل درو را به تأخیر می‌انداخت؛ گندم هنوز سبز بود.
این مشکل تأمین خواربار با مشکل دیگری تشدید شده بود توضیح آنکه تیگران بنا به توصیه مهرداد تاکتیک تازه‌ای گرفته بود که ارتش ارمنستان به دو قسمت متمایز تقسیم می‌شد:سواره نظام به فرماندهی خود تیگران و پیاده‌نظام به فرماندهی مهرداد. هر دو قسمت جداگانه ولی در ارتباط با هم نبرد می‌کردند و لشکریان رومی را بستوه می‌آوردند. وقتی رومیان به یکی از آن دو قسمت حمله‌ور می‌شدند آن قسمت عقب می‌نشست ولی قسمت دیگر پیش می‌آمد. لوکولوس اردوگاه مهرداد را محاصره کرد ولی مهرداد از درگیر شدن با او اجتناب ورزید، در حالی که سواران تیگران به اذیت کردن سپاهیان رومی ادامه می‌دادند و آنان را ضعیف می‌کردند.
به هر حال می‌بایست به کار خاتمه داد و دشمن را به جنگ واداشت. بنابرین لوکولوس تصمیم گرفت که به سمت پایتخت سابق ارمنستان یعنی آراتاکساتا (آرتاشات) بتازد، چون تیگران اکنون مردم و گنجینه‌های خود را به آنجا منتقل کرده بود و اگر رومیان به آنجا حمله‌ور می‌شدند تیگران همان‌طور که در مورد تیگراناکرت عمل کرده بود برای نجات پایتخت با آنان درمی‌آویخت. لوکولوس دوباره در امتداد رود فرات بالا رفت و از شهر فعلی ملازگرد گذشت. لیکن در آن بین تیگران با سواران خود و با سپاهیان کمکی (ماردی و ایبرایی) راه او را در دیادین سد کرد. در آنجا نبرد فرات بود که سرنوشت جنگ را تعیین کرد.
به نقل از دیون کاسیوس:
«آن نبرد جنگ بسیار شدید و بی‌امان بود که در آن، سواره نظام رومی قادر به شکستن حلقه محاصره نمی‌شد و میدان نبرد پر از کشته‌ها و زخمیهای رومی بود، نیروهای ارمنی کم و بیش دست نخورده مانده بودند چون پیاده‌نظام ارمنی هنوز خودش را درگیر نکرده بود و حال آنکه سپاهیان رومی به‌طور جبران‌ناپذیر آسیب دیده بودند.»
در پایان ماه سپتامبر برف برزمین نشست لوکولوس اکنون با آرتاشات چند روز راه بیشتر فاصله نداشت ولی برای رسیدن به آن شهر هنوز می‌بایست از کوه‌های آرارات که گردنه‌های آن را سپاهیان ارمنی تصرف کرده بودند بگذرد. این کار سنگینی بود فراتر از تاب و توان سپاهیان رومی دیگر برای لوکولوس بجز اینکه میدان را خالی و عقب‌نشینی کند کاری نمانده بود.
او این عقب‌نشینی طولانی و وحشتناک پانصد کیلومتری تا جزیره ابن عمر را از راه وان و باش‌قلعه در شرایطی بسیار سخت و هراس‌انگیز رهبری کرد و به آنجا رسانید. سرزمین کم و بیش سرتاسر پوشیده از درخت بود و بجز کوره راه‌های باریک و برف گرفته راهی نبود که سربازان از آن عبور کنند، و شبها را نیز درجاهای مرطوب و پر گل و لای می‌گذراندند. در اواخر ماه اکتبر لوکولوس با بازمانده سپاهیانش به دشت دجله رسید، در ماه نوامبر توانست بر شهر نصیبین آخرین دژ ارمنستان در جنوب کوه‌های توروس دست یابد. آن دژ گرچه بیش از یک سال بود که در محاصره سپاهیان رومی بود ولی هنوز با رهبری و فرماندهی «گوراس» برادر تیگران مقاومت می‌کرد. لیکن این آخرین هنرنمایی جنگی لوکولوس تغییری در نتیجه جنگ ارمنستان نمی‌داد و در واقع نخستین شکست بزرگی که رم در خاورزمین تحمل می‌کرد.
نبوغ تیگران با کمکهای فکری مهرداد و به یاری سربازان ارمنی و نیز باید گفت به کمک وضع طبیعی سرزمین که از فلات مرتفع ارمنستان با آن زمستان وحشتناکش دژ طبیعی بزرگی ساخته‌است سپاهیان رم را به عقب‌نشینی واداشته و شکستی سنگین بریکی از بزرگ‌ترین سردارانی که رم تا به آن دم پرورده بود وارد آورده بودند.
این شکست ندایی شد برای تشکیل دادن یک نهضت ضد رومی در سرتاسر خاورزمین با استفاده از این ضعیف شدن ارتش رم بر اثر این شکست مهرداد با لشکری مرکب از ۴۰۰۰ نفر بازمانده از نیروی نظامی قدیم خود و ۴۰۰۰ نفر سپاه ارمنی تیگران به آن اضافه کرد، ارمنستان را ترک گفت و به دنبال بازپس گرفتن مملکت خویش رفت. در نبرد زیله ارتش ارمنی –پونتی نیروهای رومی را که به مقابله اش آمده بودند تار و مار کرد و مهرداد بار دیگر پادشاه سرزمین آزاد شده خویش گردید. در این هنگام ارتش ارمنی فشار روزافزونی برجنوب اعمال می‌کرد. در بهار سال ۶۷ پیش از میلاد تیگران با سپاهیان خود از کوه‌های توروس گذشت و لوکولوس را مجبور نمود که جنوب ارمنستان را ترک کنند و به ساحل راست فرات عقب بنشیند. تیگران عملیات جنگی خود را با یک تاخت و تاز سواره نظام ارمنی به کاپادوکیه تکمیل کرد.